# Stadio municipale (Cracovia)
Lo stadio municipale (in polacco Stadion Miejski) è uno stadio calcistico della città polacca di Cracovia.
Ospita le partite interne del Wisła Cracovia e può contenere 33 326 spettatori. Costruito nel 1953, dal 2003 al 2011 è stato completamente ristrutturato e ha riaperto nell'ottobre 2011. Con delibera del consiglio comunale di Cracovia del 23 gennaio 2008, è stato intitolato a Henryk Tomasz Reyman, ex calciatore del Wisła Cracovia. Rientra nella categoria 4 della classificazione UEFA degli stadi.